# Daniel Écija
Daniel Arturo Écija Bernal (Wittenoom, Australia, 17 de junio de 1963) es un creador, showrunner y productor de ficción español, con más de 30 series y ocho películas, conocido por sus trabajos en series de televisión como Cristo y Rey, 4 Estrellas, Estoy Vivo, La Valla, Los Serrano, Águila Roja, El internado,  Médico de familia, Periodistas entre otras. Es miembro fundador de la productora audiovisual Good Mood.

## Biografía
Cursa estudios en el Instituto Oficial de Radio y Televisión de Madrid y completa su formación en el área de Dirección y Realización de la Facultad de Comunicación Audiovisual de la Universidad de Sídney. Comienza su trayectoria profesional en 1982 como montador de vídeo en Televisión Española.
En 1988 se incorpora a Canal 10 en Londres como jefe de realización. Se dio a conocer como realizador de la primera temporada del programa El gran juego de la oca de Antena 3.
En 1993 funda la productora Globomedia junto a Emilio Aragón (entre otros). En 2015 sale del consejo de administración.
En la actualidad es presidente de la compañía Good Mood Productions que fundó en 2017.
Contrajo matrimonio con Belén Rueda, con quien ha tenido tres hijas (Belén, María y Lucía). La pareja se separó en 2004. 
En 2016, se casa con su actual esposa, la brasileña Veronik Mendes, con quien, a continuación, tiene a su cuarta hija, Inés Mendes.

## Trayectoria

### Televisión
| Series de Televisión | Series de Televisión         | Series de Televisión                               | Series de Televisión         |
| Años                 | Título                       | Notas                                              | Cadena                       |
| -------------------- | ---------------------------- | -------------------------------------------------- | ---------------------------- |
| 1995 – 1999          | Médico de familia            | Creador, productor ejecutivo y director            | Telecinco                    |
| 1997                 | Zip Zap                      | Productor ejecutivo                                | TVE                          |
| 1997 – 1998          | Más que amigos               | Creador, productor ejecutivo y director            | Telecinco                    |
| 1998 – 2002          | Periodistas                  | Creador, productor ejecutivo, guionista y director | Telecinco                    |
| 1999                 | 7 vidas                      | Director                                           | Telecinco                    |
| 2000 – 2001          | El grupo                     | Creador, productor ejecutivo y guionista           | Telecinco                    |
| 2002 – 2005          | Un paso adelante             | Creador, productor ejecutivo y guionista           | Antena 3                     |
| 2002 – 2003          | Javier ya no vive solo       | Productor ejecutivo                                | Telecinco                    |
| 2003 – 2008          | Los Serrano                  | Creador, productor ejecutivo y guionista           | Telecinco                    |
| 2004 – 2006          | Mis adorables vecinos        | Productor ejecutivo                                | Antena 3                     |
| 2005 – 2010; 2020    | Los hombres de Paco          | Creador, productor ejecutivo y guionista           | Antena 3                     |
| 2005 – 2006          | Los Serrano                  | Escritor; adaptación en portugués de Os Serranos   | TVI                          |
| 2006                 | Mesa para cinco              | Productor ejecutivo                                | La Sexta                     |
| 2006 – 2007          | SMS, sin miedo a soñar       | Creador, productor ejecutivo y guionista           | La Sexta                     |
| 2007 – 2010          | El internado                 | Creador, productor ejecutivo y guionista           | Antena 3                     |
| 2008                 | LEX                          | Creador, productor ejecutivo, guionista y director | Antena 3                     |
| 2009 – 2016          | Águila roja                  | Creador, productor ejecutivo                       | TVE                          |
| 2010                 | Aída                         | Productor ejecutivo                                | Telecinco                    |
| 2012 – 2013          | Luna, el misterio de Calenda | Productor ejecutivo                                | Antena 3                     |
| 2014                 | Bienvenidos al Lolita        | Productor ejecutivo                                | Antena 3                     |
| 2014                 | El corazón del océano        | Productor                                          | Antena 3                     |
| 2014                 | B&b, de boca en boca         | Productor ejecutivo                                | Telecinco                    |
| 2015                 | Anclados                     | Productor ejecutivo                                | Telecinco                    |
| 2017 – 2021          | Estoy vivo                   | Creador, productor ejecutivo y guionista           | TVE                          |
| 2017 – 2018          | El accidente                 | Creador, productor ejecutivo y guionista           | Telecinco                    |
| 2020                 | La valla                     | Creador, productor ejecutivo y guionista           | Antena 3/Atresplayer Premium |
| 2021                 | Deudas                       | Creador, productor ejecutivo y guionista           | Antena 3/Atresplayer Premium |
| 2023                 | Cristo y Rey                 | Creador, productor ejecutivo y guionista           | Antena 3/Atresplayer Premium |
| 2023                 | 4 estrellas                  | Creador, productor ejecutivo y guionista           | La1, La2 y Clan              |
| 2024                 | Desde el mañana              | Creador, productor ejecutivo y guionista           | Disney+, RTVE                |

### Cine
| Películas | Películas                  | Películas |
| Año       | Título                     | Notas |
| --------- | -------------------------- | --- |
| 2001      | No te fallaré              | Productor ejecutivo                                                                                                   |
| 2008      | Fuera de carta             | Productor Ganador – Festival de cine de Málaga 2008: Premio del público Nominado – Bíznaga de oro a la mejor película |
| 2009      | Fuga de cerebros           | Productor Ganador – Bíznaga de Plata Premio del Público                                                               |
| 2010      | Tres metros sobre el cielo | Productor |
| 2011      | Águila Roja: la película   | Productor ejecutivo                                                                                                   |
| 2012      | Tengo ganas de ti          | Productor |

## Premios
La Academia de Televisión ha premiado la trayectoria profesional de Daniel Écija en dos ocasiones: por su labor como productor ejecutivo en la serie Periodistas (1999), y posteriormente con el Premio Talento 2007.
En 2013 es galardonado con el premio Joan Ramon Mainat, en la V edición del FesTVal de Vitoria, en reconocimiento a su labor y trayectoria
como productor ejecutivo, director y creador de muchas de las series españolas de más éxito de los últimos 20 años.
Águila Roja
- Premio de la Academia de la ATV ][2009]] al Mejor Programa de Ficción.[6]
- Camaleón de Oro a la Mejor Serie en el X Festival de Cine y Televisión de Islantilla (2009).[7]
- Premio "Pasión de Críticos" a la Mejor Serie Dramática en el Festival de Televisión y Radio de Vitoria 2009.[8]
- Premio TP de Oro 2009 a la Mejor Serie nacional.[9]

El Internado
- Premio Ondas 2007 a la Mejor Serie nacional.[10]
- Fotogramas de Plata.
- TP de Oro 2007 a la Mejor Serie nacional.[11]
- Festival de Televisión de Montecarlo 2009.
  - Nominación a la Ninfa de Oro al Mejor Productor Europeo.[12]

Los Serrano
- Premio Ondas 2004 a la Mejor Serie nacional.[13]

7 vidas
- Premio Ondas 2000 a la Mejor Serie nacional.[14]

Periodistas
- Premio de la Academia de la ATV 1999.[3]
- Premio Ondas 1998 a la Mejor Serie nacional.[15]

Médico de familia
- Premio de la Asamblea de Directores Cinematográficos y Audiovisuales de España (Adircae) como Mejor Realizador Televisivo (1997).[16]
- TP de Oro a la Mejor Serie nacional (1995, 1996, 1997 y 1998).[17]
- Premio Ondas a la Mejor Serie de televisión 1996.[18]
- Fotogramas de Plata 1997.
- Premio Zapping 1997 del socio del TAC (castellano).[19]
- Premio Zapping 1998 a la Mejor Teleserie.[20]